# Titay
Titay is een gemeente in de Filipijnse provincie Zamboanga Sibugay op het eiland Mindanao. Bij de laatste census in 2007 had de gemeente bijna 44.000 inwoners.

## Geografie

### Bestuurlijke indeling
Titay is onderverdeeld in de volgende 29 barangays:
| - Achasol - Azusano - Bangco - Camanga - Culasian - Dalangin - Dalangin Muslim - Dalisay - Gomotoc - Imelda - Kipit - Kitabog - La Libertad - Longilog - Mabini | - Malagandis - Mate - Moalboal - Namnama - New Canaan - Palomoc - Poblacion - Poblacion Muslim - Pulidan - San Antonio - San Isidro - Santa Fe - Supit - Tugop - Tugop Muslim |

## Demografie
Titay had bij de census van 2007 een inwoneraantal van 43.723 mensen. Dit zijn 3.993 mensen (10,1%) meer dan bij de vorige census van 2000. De gemiddelde jaarlijkse groei komt daarmee uit op 1,33%, hetgeen lager is dan het landelijk jaarlijks gemiddelde over deze periode (2,04%). Vergeleken met de census van 1995 is het aantal mensen met 8.658 (24,7%) toegenomen.

De bevolkingsdichtheid van Titay was ten tijde van de laatste census, met 43.723 inwoners op 350,44 km², 124,8 mensen per km².